# Une Aina Bastholm
Une Aina Bastholm (14 de enero de 1986, Trondheim) es una política noruega, líder del Partido Verde desde 2020 y Miembro del Parlamento Noruego desde 2017.

## Biografía
Bastholm creció en Trondheim. A los 10 años se mudó a la ciudad noruega de Bodø. Estudió ciencias políticas en la Universidad de Oslo y posee una maestría en política internacional de la Universidad de Aberystwyth en Gales.
Después de completar sus estudios, trabajó por primera vez en la tienda de sus padres en Trondheim, antes de trabajar para la organización de protección animal Dyrevernalliansen de 2011 a 2012. Posteriormente, trabajó en la Sociedad Noruega para la Conservación de la Naturaleza hasta 2013.

## Carrera política
Sirvió como representante adjunta al Parlamento de Noruega de Oslo durante el período 2013-2017. A partir de las dos primeras sesiones del Parlamento (2013-2015), se había reunido durante seis días de sesión parlamentaria.
En 2018 fue la impulsora de propuesta del "impuesto Google", un impuesto a los modelos de negocios digitales, que posteriormente fue rechazado en el Parlamento noruego.